# Anghelina Golikova
Anghelina Golikova (n. 17 septembrie 1991, Moscova, RSFS Rusă, URSS) este o sportivă ce a reprezentat Rusia, medaliată olimpică. A participat la 3 ediții ale Jocurilor Olimpice (2014, 2018, 2022) în care a câștigat o medalie de bronz.